# تاريخ البريد
التاريخ البريدي هو دراسة الأنظمة البريدية وكيفية عملها، أو دراسة استخدام طوابع البريد والأغلفة البريدية وما يرتبط بها من قرطاسية بريدية قديمة وأثرية توضح الحلقات التاريخية في تطور الأنظمة البريدية. ويُنسب المصطلح إلى روبسون لوي، وهو عالم طوابع بريدية محترف وتاجر طوابع وبائع طوابع بالمزاد العلني، الذي قام بأول دراسة منظمة للموضوع في عقد الثلاثينيات من القرن العشرين، ووصف علماء الطوابع البريدية بأنهم "طلاب علم"، ولكن مؤرخي البريد بأنهم "طلاب الإنسانية". وبشكل أكثر دقة، يصف علماء الطوابع التاريخ البريدي بأنه دراسة الأسعار والطرق والعلامات ووسائل (النقل).

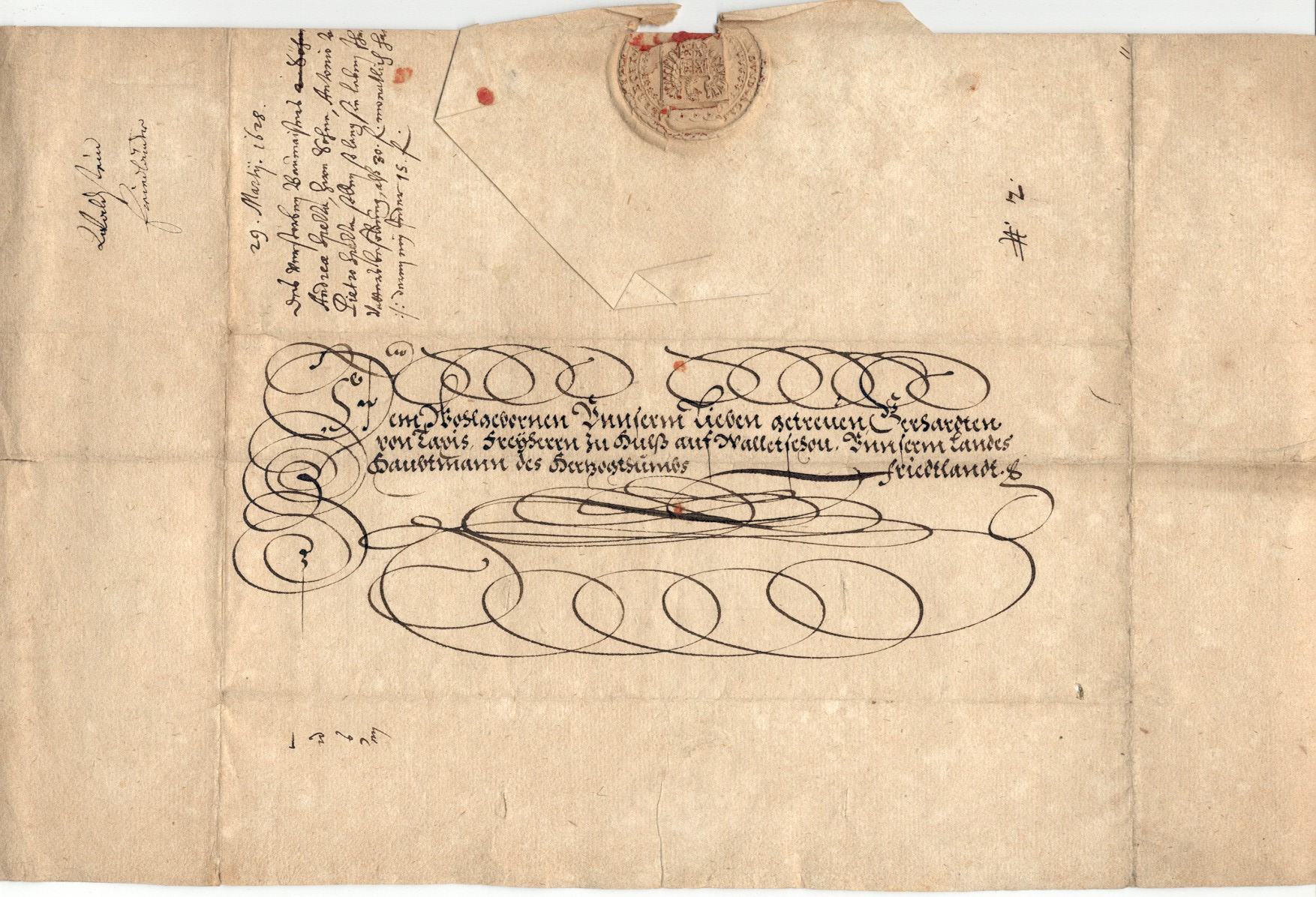
ورقة رسائل مع ختم إلغاء بريدي في عام 1628 مفتوحة تظهر الطيات والعنوان والختم، مع كتابة الرسالة على الوجه

## التاريخ

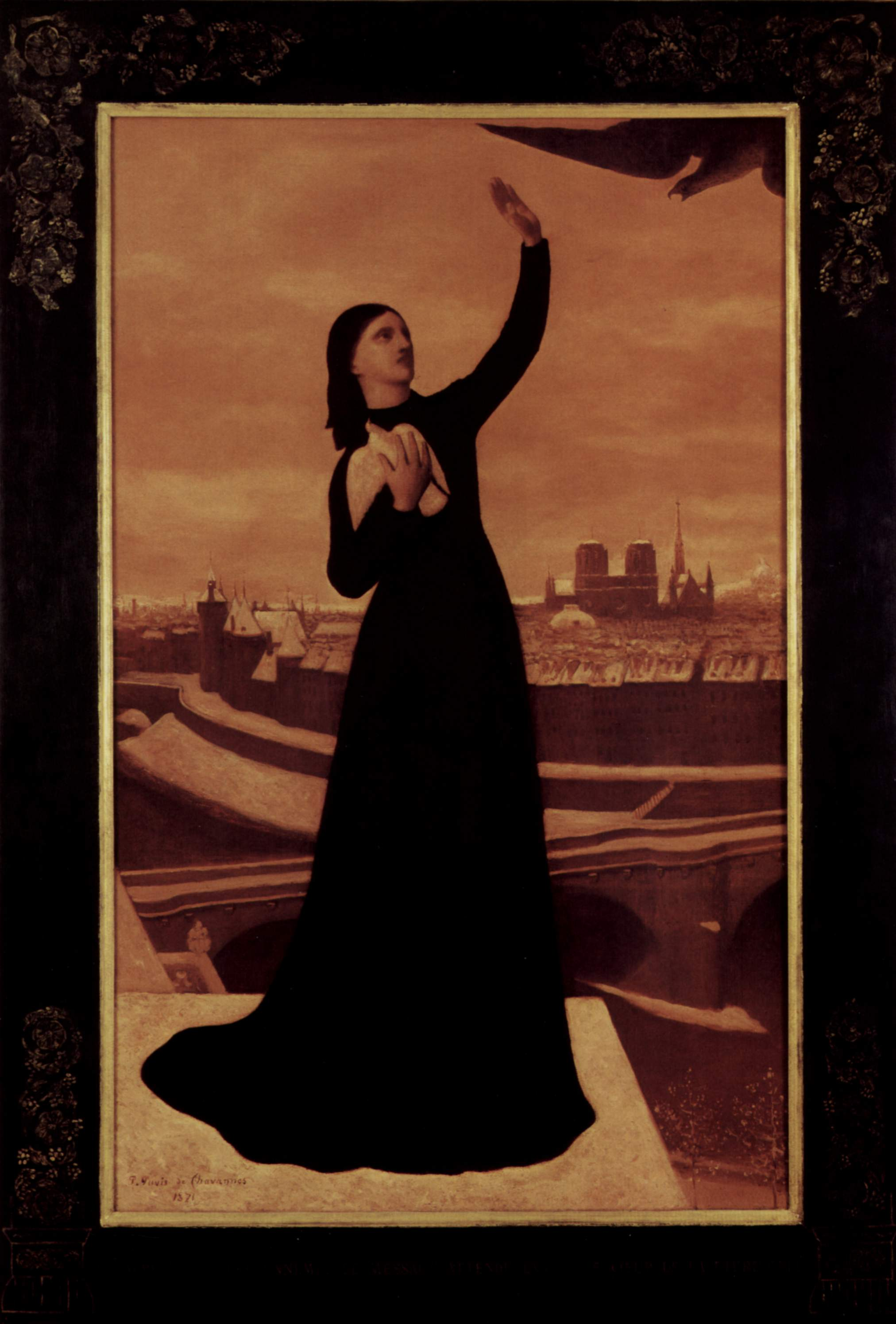
لوحة "الحمام الزاجل" للفنان بيير سيسيل بوفيس دي شافان، رسمها في عام 1871

ظهرت أولى محاولات تبادل الرسائل المنظم في حضارة بابل وكذلك مصر القديمة.
لقد استخدم المصريون القدماء نهر النيل شريانًا رئيسيًا لنقل الرسائل المكتوبة (البريد البحري). كما حافظ ملوك مصر على تواصلهم مع الأقاليم النائية من خلال العديد من الرسل المشاة. كان عليهم أن يكونوا قادرين على قطع مسافات طويلة في أقصر وقت ممكن. ومع ذلك، لم يكن هناك نظام بريدي منظم بالمعنى الحديث في مصر القديمة.
لم يظهر سعاة البريد الرسميون إلا في عصر الدولة الحديثة، سواءً سيرًا على الأقدام أو على ظهور الخيل. وكشفت المصادر الحيثية والمصرية، وخاصة رسائل تل العمارنة، عن تبادل نشط للرسائل مع الإمبراطوريات المجاورة والدول التابعة. ووفقًا لوثائق من مستوطنة دير المدينة الحرفية، كان نقل الرسائل داخل مصر في أيدي الشرطة.
يُعدّ استخدام الحمام الزاجل لتوصيل البريد، والذي يُزعم غالبًا في أدبيات تاريخ البريد، محل جدل تاريخي. فبينما أُرسلت أربع حمامات كرسل في تتويج فرعون أو في احتفالات "مينفيست"، لم يكن من الممكن اعتبار ذلك بريدًا حماميًا عاديًا. ويُرجّح أن بريد الحمام الزاجل قد استُخدم لأول مرة في مصر خلال العصر الروماني أو أوائل العصر الإسلامي. وورد ذكر استعمال الحمام الزاجل في الأغراض الحربية عام 24 قبل الميلاد عندما حاصرت جيوش القائد الروماني «ماركوس أنطونيوس» قوات القائد«بروتس» في مدينة«مودنة» إلا أن أغسطس الثالث كان على اتصال دائم مع بروتس للاطلاع على صمودهِ من الحصار من خلال الرسائل التي كان يرسلها لهُ بواسطة هذا الطائر.

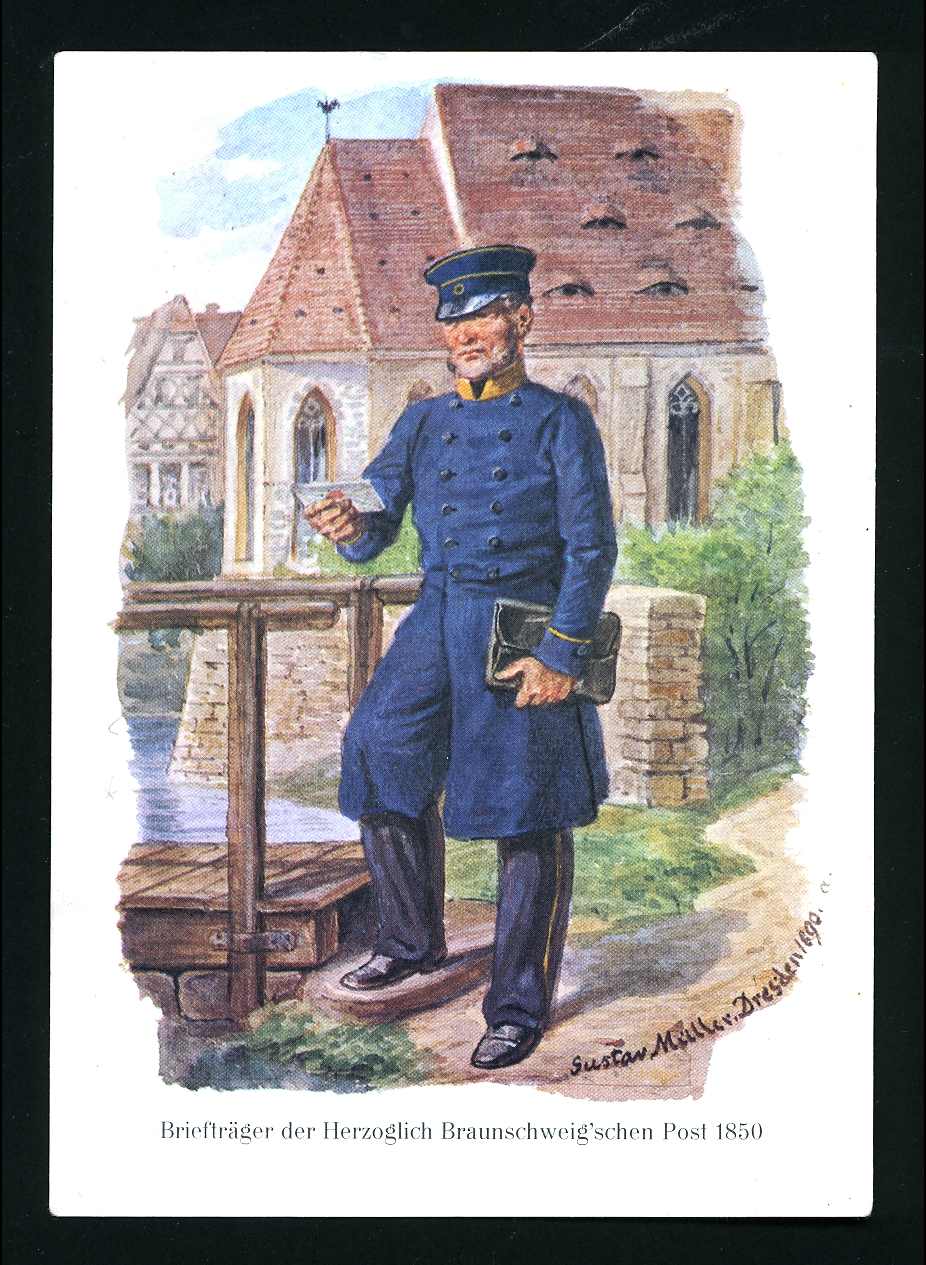
ساعي البريد

## التخصص في التجميع
أصبح تاريخ البريد تخصصاً في حد ذاته في جمع الطوابع البريدية. وفي حين أن هواة جمع الطوابع التقليديين يهتمون بدراسة الطوابع في حد ذاتها، بما في ذلك الجوانب الفنية لإنتاج الطوابع وتوزيعها، فإن تاريخ الطوابع البريدية يشير إلى القرطاسية البريدية كوثائق تاريخية، بما في ذلك طوابع البريد والبطاقات البريدية والمظاريف والرسائل التي تحتويها. يمكن أن يشمل التاريخ البريدي دراسة الأسعار البريدية والسياسة البريدية والإدارة البريدية والتأثيرات السياسية على الأنظمة البريدية والمراقبة البريدية وعواقب السياسة والأعمال والثقافة على الأنظمة البريدية؛ أي كل ما يتعلق بوظيفة جمع ونقل وتسليم البريد. يُعرّف المجال المتخصص في تاريخ الطوابع تاريخ البريد بأنه دراسة الأسعار المفروضة على الخدمات البريدية المقدمة والطرق المتبعة والتعامل الخاص مع الرسائل. وتشمل المجالات ذات الاهتمام الخاص الفترات المعطلة أو الانتقالية، مثل الحروب والاحتلال العسكري، وأرسال البريد إلى المناطق النائية.
وقد تطور تعريف المصطلح القائم على هواة جمع الطوابع مع تطور هذا التخصص. اكتشف طلاب هواة جمع الطوابع أن فهم الطوابع والتحقق من صحتها يعتمد على معرفة سبب إصدار السلطات البريدية لطوابع معينة، وأين استُخدمت وكيف. فعلى سبيل المثال، يمكن إثبات تزوير طابع يبدو أنه استُخدم قبل أي طابع آخر من نوعه إذا كان قد خُتم في موقع معروف أنه لم يتلق أي أختام حتى تاريخ لاحق.
لا يزال هناك الكثير من المعلومات غير معروفة عن طريقة عمل الأنظمة البريدية، وقد نجت الملايين من الأغلفة والمضاريف القديمة، مما يشكل مجالاً ثرياً من "القطع الأثرية" للتحليل.

## مجالات الدراسة الممكنة

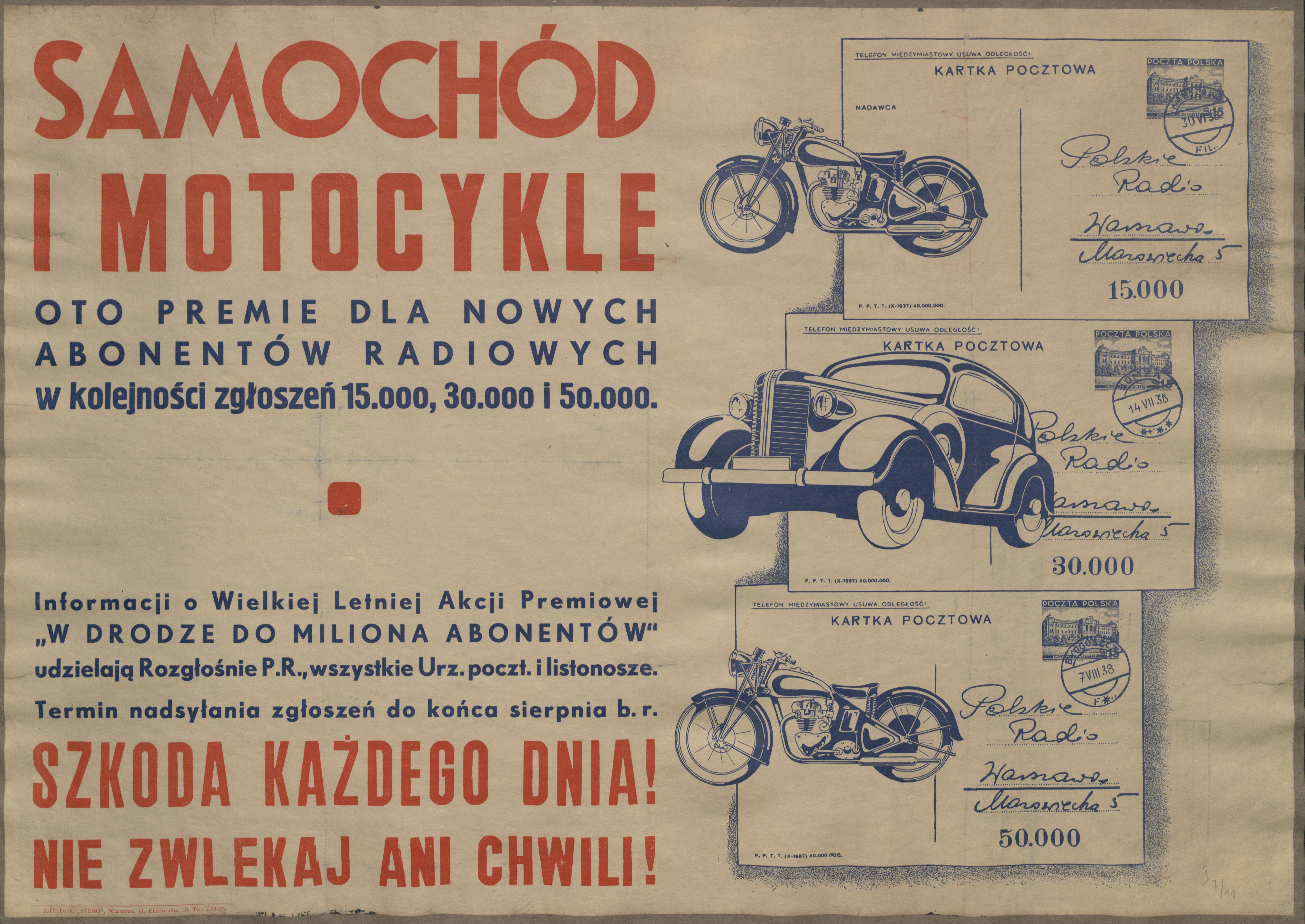
راديو إعلاني

عند دراسة أو جمع أي موضوع من موضوعات التاريخ البريدي لا مفر من حدوث بعض التداخل في دراسة أو جمع أي موضوع من موضوعات التاريخ البريدي لأنه من المستحيل فصل المجالات المختلفة التي تؤثر على البريد عن بعضها البعض؛ فالنقل والأسعار والجغرافيا ومعظم الموضوعات المتعلقة بالبريد متشابكة، ولكن يبقى التركيز مختلفاً حسب الموضوع المختار. موضوعات التاريخ البريدي الموضحة أدناه هي بعض الموضوعات الأكثر شهرة وشعبية:

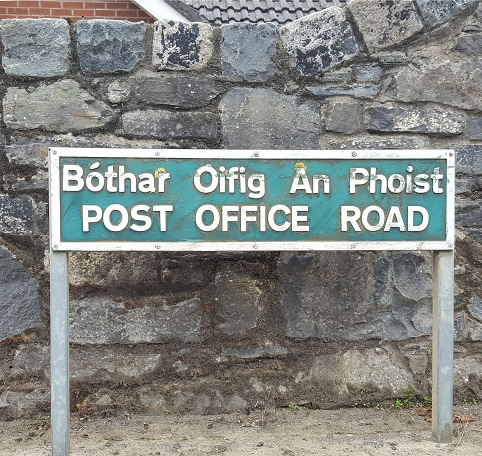
مع نمو المراكز الحضرية في جميع أنحاء نصف الكرة الأرضية الغربي في القرن التاسع عشر كانت مكاتب البريد تقع على الطرق الرئيسية العامة

### الدراسات القائمة على أساس جغرافي
- عادةً ما تستند الدراسات الإقليمية إلى منطقة جغرافية معينة، مثل بلدان المنشأ أو المقاطعات الأصلية أو المدن أو البلدات أو القرى أو الأماكن المرتبطة بجذور العائلة أو أماكن العمل. في الماضي كان جامعو البريد عادةً ما يعتمدون في دراساتهم على "البريد من"، لكن "البريد إلى" و"البريد من خلال" مكان ما يوسّع قصة الخدمة البريدية لأن البريد الصادر يظهر بشكل أساسي العلامات المرتبطة بمناطق الدراسة بينما يحكي البريد الوارد قصة أوسع بكثير ومن المرجح الآن أن يتضمن ذلك. ومن الأفضل اختيار موضوع للدراسة يكون واسعاً بما فيهِ الكفاية لأن الحدود الجغرافية الضيقة ستؤدي على الأرجح إلى الإحباط بسبب قلة الموارد المتاحة. ومن الأمثلة على ذلك: التاريخ البريدي في برنو للسنوات 1638-1875،[5] ومكاتب البريد الخاصة والأجنبية في سانت توماس.[6]
- الطرق البريدية هي مناطق دراسة جغرافية بديلة قائمة على أساس جغرافي توفر تنوعًا كبيرًا نظرًا لتعدد الأماكن والخدمات المتاحة على طول الطريق. على سبيل المثال؛ يمكن لدراسة طريق ثورن أوند تاكسي من أنتويرب إلى فلورنسا عبر منتوة أن تشمل الكثير من التاريخ البريدي المبكر لأوروبا الغربية، ويمكن أن يُظهر التاريخ البريدي لأول سكة حديد عابرة للقارات[7] مجموعة جيدة من الطوابع والقرطاسية البريدية والعلامات المرتبطة بها عبر 3000 ميل بدأت في عام 1869.

يمكن أن تضيف حقبة الدراسة القائمة على أساس جغرافي بُعدًا جديدًا اعتمادًا على الخدمات المتاحة أو التغييرات التي حدثت في خدمات البريد. وينبغي أن تسعى الفترة الزمنية إلى سرد قصة كاملة وعدم تقييد في الموضوع المختار.

### الدراسات القائمة على النقل

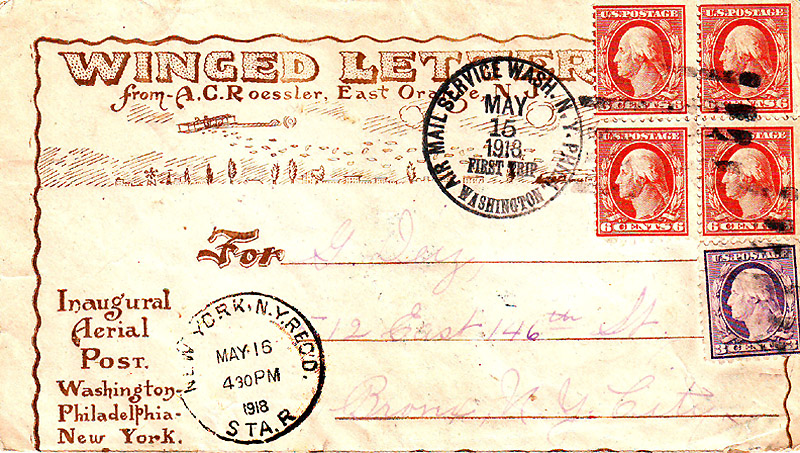
غلاف رسالة بريد حمل على متن أول رحلة مجدولة لشركة البريد الجوي الأمريكي من واشنطن العاصمة إلى مدينة نيويورك، في 15 مايو 1918

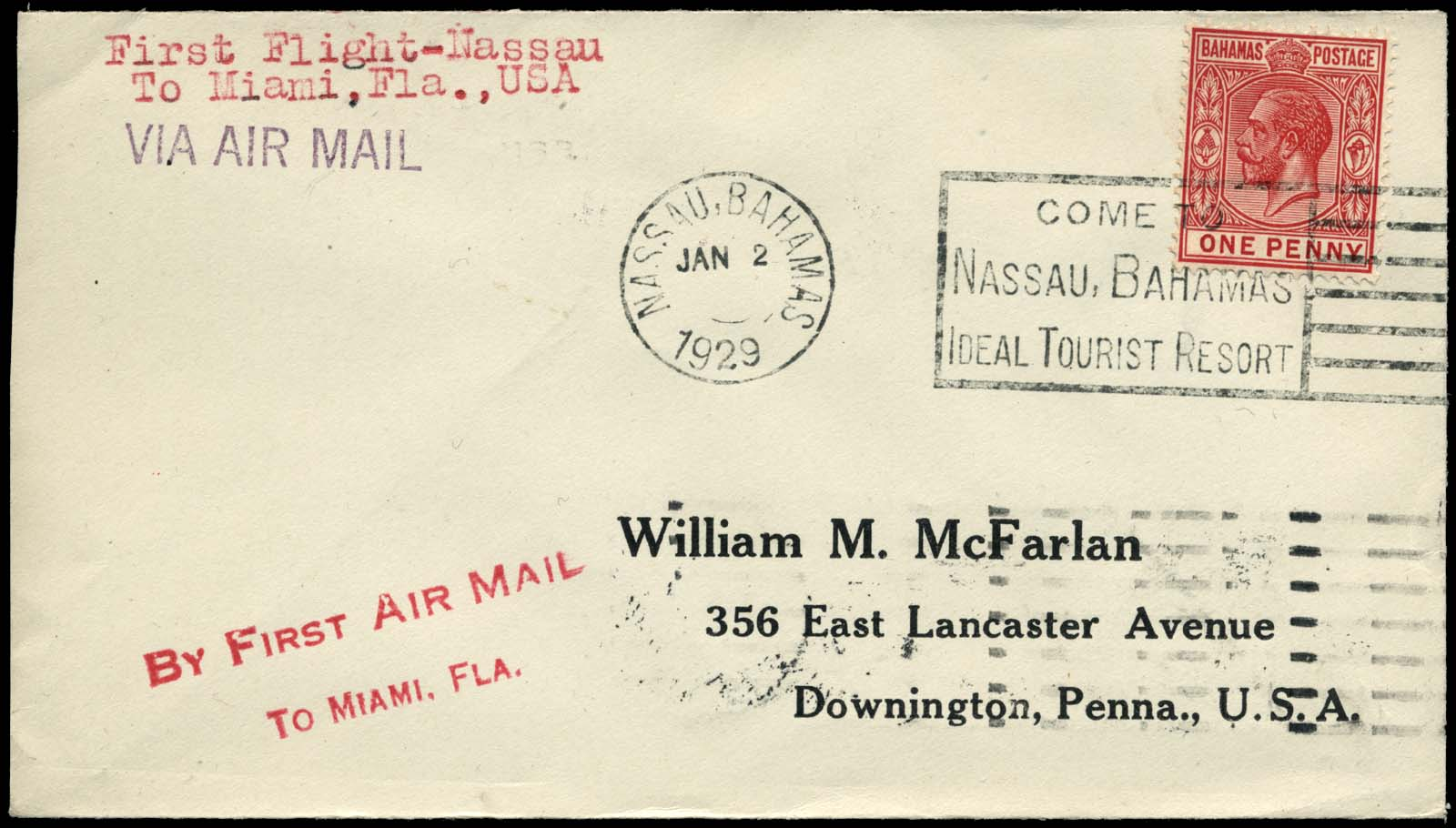
أول غلاف بريد جوي لطريق البريد الجوي من ناسو إلى ميامي في عام 1929

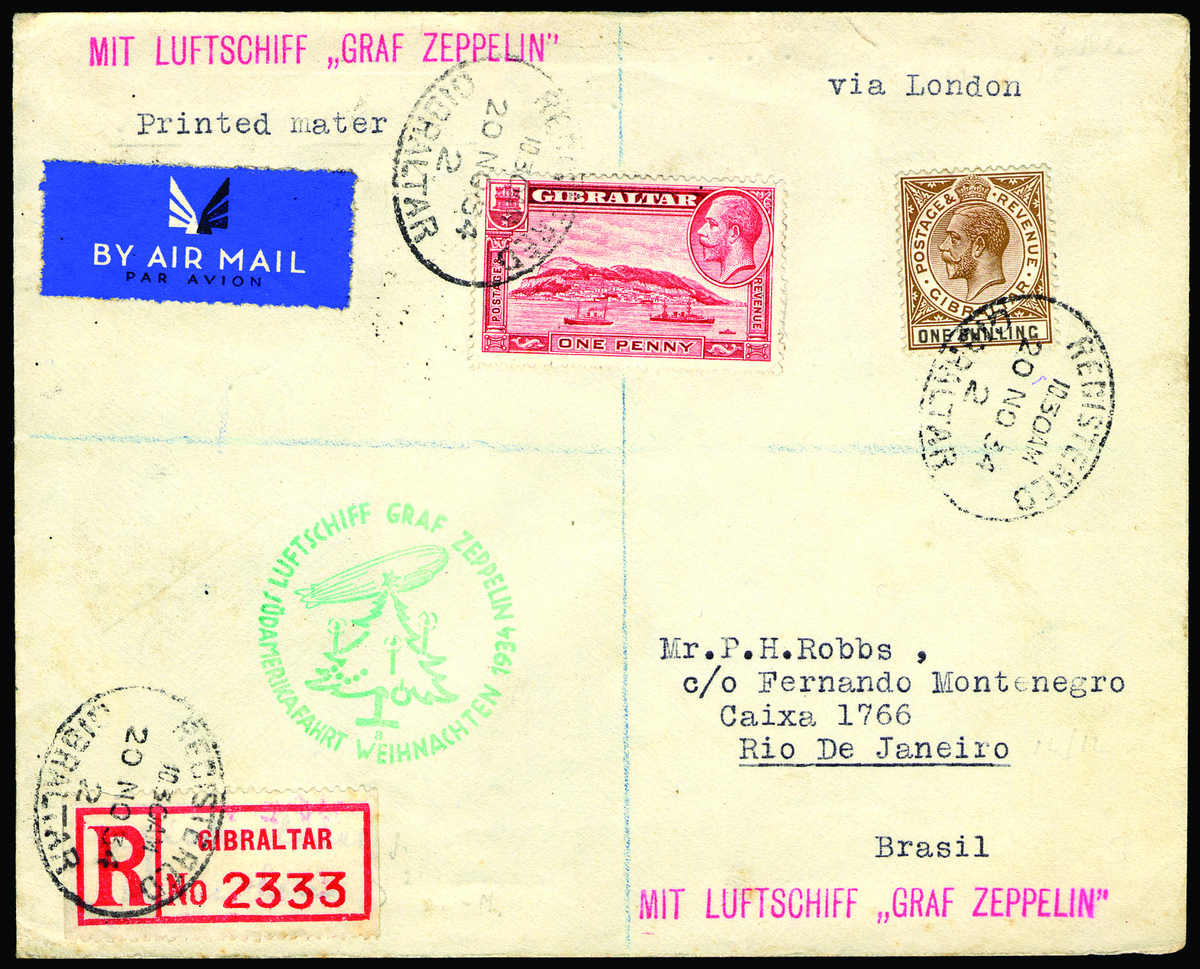
بريد زيبلين من منطقة جبل طارق إلى ريو دي جانيرو في البرازيل عبر برلين في رحلة عيد الميلاد (الرحلة رقم 12 لأمريكا الجنوبية) لعام 1934

- يتخصص علم الطوابع الجوية في دراسة البريد الجوي. يلاحظ هواة جمع الطوابع تطور النقل البريدي الجوي منذ بدايته، وقد تمت دراسة وتوثيق معظم جوانب خدمة البريد الجوي بشكل مستفيض من قبل المتخصصين، وادرج بعضها بشكل فردي. ومن بين هذه الموضوعات أغلفة البريد المتدمرة أو التالفة (Crash cover)، وبريد الخطوط الجوية الإمبراطورية المتجهة إلى أستراليا وجنوب أفريقيا، وخطوط البريد الجوي المتعاقد عليه أو البريد الجوي الأجنبي من وإلى الولايات المتحدة.
- استُعملت السفن الهوائية (المناطيد) أثناء حصار باريس،[8] لإخراج البريد من المدينة أثناء الحرب الفرنسية البروسية عام 1870. وقد تكون السفن الهوائية مأهولة بالناس أو غير مأهولة على حد سواء، لكن بريد المنطاد لم يكن شكلاً شائعاً لنقل البريد.
- البريد البحري هو موضوع يقدم مجموعة واسعة من الاحتمالات. مثل دراسة خط ملاحي معين مثل، كونارد، وبي & أو (شركة)، وبواخر الدانوب، أو باخرات أمريكا الجنوبية أو بريد البواخر الأمريكية هي بعض الخيارات القليلة مثل؛ علامات رسائل السفن، أو البريد بين بلد أم ومستعمراتها أو البريد بين بلدين تفصل بينهما بحار أو محيطات. طبقت العديد من السفن التصاديق الخاصة بها لذلك يمكن التطلع إلى جمع أمثلة لجميع سفن خط ملاحي معين. تُعد الرحلات الأولى والأغلفة البريدية الناجية من الحطام مرغوبة للغاية. ولقد تغيرت أسعار البريد البحري بشكل متكرر واختلفت في بعض الأحيان بالنسبة لخطوط الشحن المختلفة على نفس الطريق، وقد يرجع ذلك إلى تغييرات في المعاهدات أو الخلافات بين الدول التي تنطوي على أسعار انتقامية. يمكن أن يندرج البريد البحري أيضًا في فئة البريد العسكري ومن المعروف أيضًا أنه يطبق تظهيرات أو أختام بريدية تعريفية.
- يشير بريد السكك الحديدية إلى البريد المنقول جزئيًا أو كليًا عن طريق النقل بالسكك الحديدية منذ بدايته في عام 1830 على سكة حديد ليفربول ومانشستر في إنجلترا حتى تراجعه في أواخر القرن العشرين والذي يشمل البريد المختوم بختم رسائل السكك الحديدية أو الطوابع اليدوية TPO و RPO أو الطوابع اليدوية الإرشادية أو التدوينات المخطوطة أو حتى أول خط سكة حديدية عابرة للقارات (كما ذُكر أيضًا كدراسة جغرافية أعلاه).
- البريد الصاروخي (Rocket mail) هو توصيل البريد بواسطة صاروخ أو مركبة فضاء، وهو مجال متخصص في جمع البريد الجوي يسمى "هواة طوابع بريد الفضاء". وكان المهندس ستيفن سميث، وهو سكرتير جمعية البريد الجوي الهندي، من أوائل مشاهير مطلقي الصواريخ، وقد أطلق 270 صاروخاً بين عامي 1934 و1944، منها 80 صاروخاً احتوت على بريد. ومن المواضيع الأخرى التي يمكن النظر فيها البريد الصاروخي التابع للخدمة البريدية للولايات المتحدة USPS من عمليات الإطلاق عام 1936 أو 1959، أو البريد الصاروخي الروسي الذي أطلق من الغواصات، أو بريد مركبات الإطلاق القابلة لإعادة الاستخدام.
- يُعتبر بريد المنطاد زبلين موضوعًا شائعًا للبريد المنقول على متن المناطيد الألمانية زبلين بين عامي 1908، و1939.[8] يوجد الكثير من البريد لأن ما يصل إلى 12 طنًا من طرود ورسائل البريد كان يُحمل في كل رحلة. كان منها بريد ينقل بين عدة ولايات داخل ألمانيا وآخر ينقل من عدة رحلات جوية عبر المحيط الأطلسي، إلا أن البريد المتحطم والتالف نتيجة سقوط المنطاد كما في كارثة هيندنبورغ الشهيرة يعتبر نادر جدًا.

## الدراسات القائمة على الموضوع

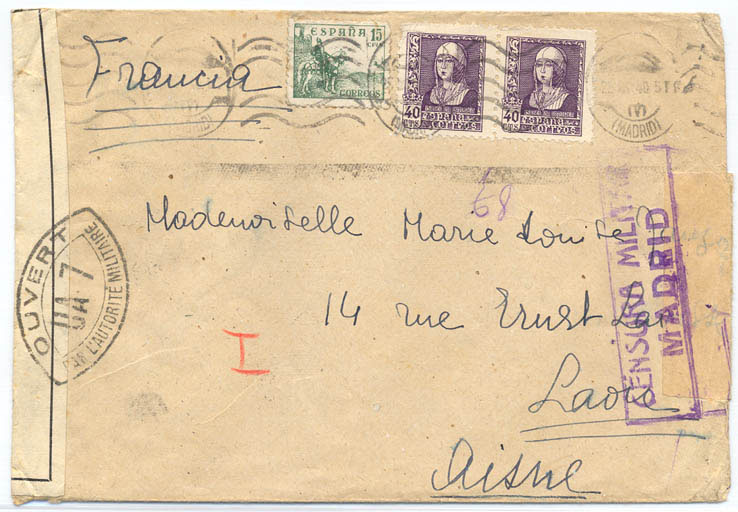
غلاف رسالة مدني من عام 1940 من مدريد إلى باريس فتح من قبل الرقابة البريدية لكل من السلطات الإسبانية والفرنسية (فرنسا الفيشية)

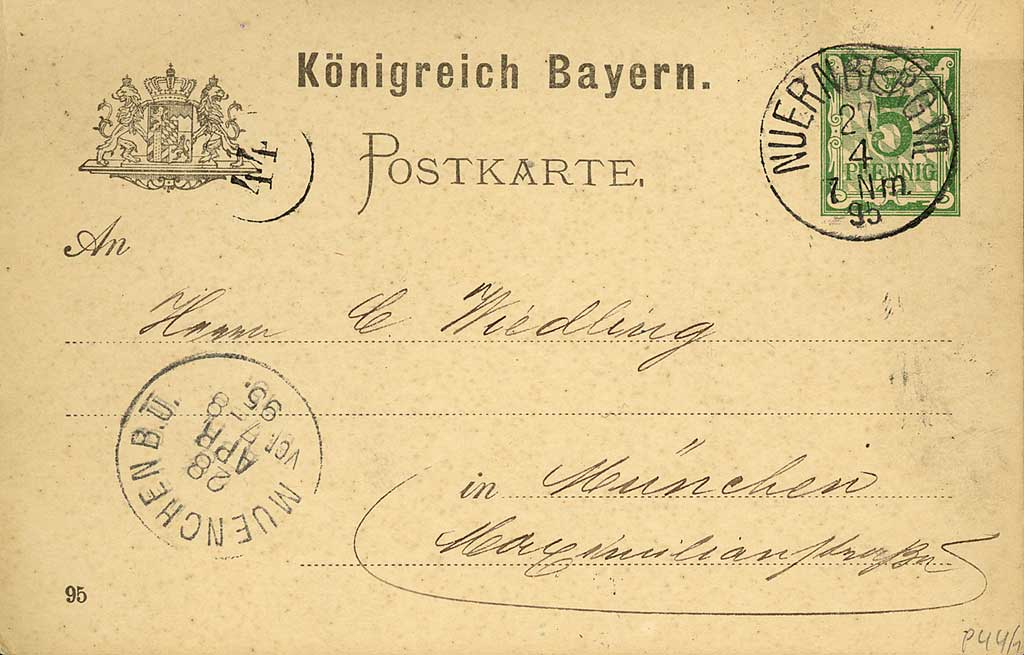
بطاقة بريدية من بافاريا من نورمبرغ إلى ميونيخ عام 1895

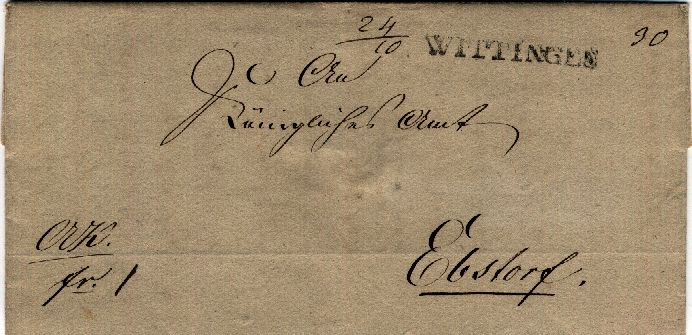
بريد ما قبل اللصق المسبق يعود لعام 1834 يحمل ختمًا يدويًا لمدينة فيتينجن بخط مستقيم إلى إبسدورف

- البريد السريع هو خدمة توصيل سريعة يدفع العميل مقابلها رسومًا إضافية ويستلم بريدًا أسرع. يمكن اعتبار رسائل البريد السريع في القرن السابع عشر بمثابة رواد للبريد السريع الحديث، كما كان الحال مع بريد بوني إكسبريس. تُدار خدمة البريد المحلي من قِبل إدارة بريد الدولة، ولكن منذ عام 1998، أصبحت خدمات التوصيل السريع الدولية تُدار من قِبل تعاونية EMS التابعة للاتحاد البريدي العالمي (UPU). من الممكن إجراء دراسات حول البريد السريع المحلي أو الدولي، وكذلك دراسات حول أسعار البريد السريع.
- علم الماركوفيليا هو دراسة طوابع البريد، والإلغاءات، والعلامات البريدية المطبقة يدويًا أو آليًا. مع أنه ليس موضوعًا تاريخيًا بريديًا بالمعنى الحرفي، إلا أنه يمكن جمعه كموضوع واحد. يتيح هذا العلم مجالات واسعة لاختيار موضوع للدراسة أو التجميع، إذ يهتم الباحث في علم ماركوفيليا بتفاصيل وأسلوب وتصميم العلامات أكثر من اهتمامهِ بسبب إرسال الرسالة ومكانها. توفر المدن الكبيرة التي تضم العديد من مكاتب البريد فرصًا دراسية رائعة نظرًا لكثرة أنواع الأختام اليدوية أو إلغاءات الطوابع الآلية المستخدمة على مدار أي فترة زمنية.
- البريد العسكري هو بريد مرتبط بأيٍّ من القوات المسلحة أو قوات حفظ السلام، أو مُشكّل في سياق حملة عسكرية مُحددة، مثل حربي الأفيون الأولى والثانية، والحرب الأهلية الإسبانية، والحربين العالميتين الأولى والثانية، أو حتى الصراعات الأخيرة في أفغانستان والعراق. كما تُعدّ أغلفة البريد المُرسلة من السفن البحرية مطلوبة على نطاق واسع، وعادةً ما يحمل الغلاف ختم بريد مميز يحمل اسم السفينة وتاريخ الإرسال، وغالبًا ما يكون لهذا التاريخ أهمية تاريخية خاصة. تُوفر العديد من الرسائل القديمة من هذهِ المصادر، عند توفرها، معلوماتٍ عن ظروف الأشخاص المعنيين.
- ربما يكون بريد الطرود أقل المجالات جمعًا ودراسةً في تاريخ البريد نظرًا لحجم المواد المحتملة التي لا يُحفظ الكثير منها. منذ عام 1883، وُضعت ملصقات خاصة على الطرود في بريطانيا العظمى. عادةً ما تجمع عمليات مناولة الطرود الدولية أدلة جمركية، مما يجعلها مادةً جذابة.
- فُرضت الرقابة البريدية، العلنية منها والسرية، على البريد قبل الحربين العالميتين في القرن العشرين بفترة طويلة، ويمكن أن تشمل الرقابة المدنية والعسكرية. وقد فُرضت بشكل رئيسي خلال فترات الصراع، مع أنها فُرضت أيضًا في فترات أخرى، مثل فترات الاضطرابات المدنية أو حالات الطوارئ. ومن أمثلة الرقابة البريدية السرية ما يُعرف بـ"المكتب الأسود".
- تُعدّ أسعار البريد مجالاً دراسياً واسع النطاق، يُمكن إجراؤه حسب البلد أو الفترة الزمنية، أو حتى العملة. وكثيراً ما كانت تُحدد أسعار البريد على أساس ثنائي، بموجب اتفاقيات بريدية بين الدول، مثل المعاهدتين البريديتين لعامي 1817 و1837 بين فرنسا وبروسيا، واتفاقيتي 1847 و1853 بين الولايات المتحدة وبريمن (مدينة-دولة آنذاك).[9] ويمكن لهواة جمع الطوابع دراسة الأسعار السارية وقت إصدار طوابع البريد التي يجمعونها، مما يزيد من مجموعاتهم.
- القرطاسية البريدية هي منتجات قابلة للإرسال عبر خدمات البريد، تصدرها السلطات البريدية، مثل الأظرف، وأوراق الرسائل، والبطاقات البريدية، وبطاقات الرسائل، والرسائل الجوية المظروفة، أو الأغلفة، والتي عادةً ما تكون مطبوعة عليها مسبقًا قيمة الطوابع البريدية بختم بريدي أو إشارة بريدية، بالسعر المطلوب لخدمة بريدية معينة. تُباع القرطاسية البريدية عادةً في مكاتب البريد. يمكن أن يكون كل نوع من القرطاسية مجال دراسة مستقل، أو يمكن أيضًا دراسته حسب البلد أو الفترة الزمنية. تُعتبر دراسات القرطاسية البريدية القديمة كالطوابع (الأصلية غير المستخدمة) من اختصاص هواة جمع الطوابع التقليديين، بينما تُعتبر دراسات كيفية استخدام القرطاسية البريدية من هواة جمع الطوابع.
- البريد قبل لصق الطابع، والمعروف أيضًا باسم بريد ما قبل الطوابع، هو البريد الذي استُخدم قبل إصدار طابعي البنس الأسود والبنس الأزرق في 6 مايو 1840 في المملكة المتحدة لبريطانيا العظمى وأيرلندا، وفي دول أخرى، قبل اعتماد السلطات البريدية لملصقاتها ذاتية اللصق الخاصة. يمكن أن تشير المواد من رسائل المحكمة والحكومة أمام خدمات البريد العامة الرسمية إلى معدل يشير تقدم وتطور المدن المميزة في جميع أنحاء العالم.
- يمكن أن يكون بريد أسرى الحرب فئة فرعية من البريد العسكري أو الرقابة البريدية أو كليهما.
- غالبًا ما يستعمل البريد المسجل لإرسال العناصر أو المستندات التي تعتبر ذات قيمة وتحتاج إلى سلسلة من الحراسة توفر المزيد من التحكم مقارنة بالبريد العادي. تُسجل تفاصيل الرسائل في سجل خاص لتسهيل تتبع موقعها، كما تُقدم العديد من الطوابع المميزة. أصدرت العديد من الدول قرطاسية بريدية خاصة بالبريد المسجل، مما وسّع نطاق البحث ليشمل مجالات أخرى غير الرسائل المسجلة العادية. كانت تُعرف خدمات مماثلة سابقًا باسم "رسائل الأموال".

## روابط خاجية
- Lera, Thomas, ed. The Winton M. Blount Postal History Symposia: Select Papers, 2006—2009. Smithsonian Contributions to History and Technology, no. 55. Washington, D.C.: Smithsonian Institution Scholarly Press, 2010.